# Eois concatenata
Eois concatenata là một loài bướm đêm trong họ Geometridae.